# Písmeno

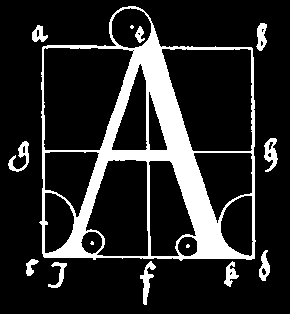
Písmeno A, konstrukce A. Dürer

Písmeno, případně litera z latinského littera, je jednotlivý písmový znak konkrétní abecedy odpovídající určité hlásce. Souhlásková písma mají písmena jen pro souhlásky, chybí písmena pro samohlásky.
V písmu se kromě písmen používají i další znaky, zejména interpunkční znaménka a číslice. Za písmena se nepovažují ani znaky písem, které odpovídají větším celkům než je hláska, tedy celým slabikám a slovům (logogramy).
Nejrozšířenější jsou písmena latinky, která se dělí na verzálky (velká písmena) převzaté z antického latinského písma a minusky (malá písmena), které vznikly z jeho středověkých psaných variant (unciála, karolina). Z jednotlivých písmen se skládá sazba používaná při knihtisku, v typografii se některá písmena spojují do ligatury.